# АЕК (футбольный клуб, Куклия)
АЕК (Куклия) (греч. Αθλητική Ένωση Κουκλιων) — бывший кипрский футбольный клуб, базировавшийся в Куклии, район Пафос. Домашние игры проводил на Муниципальном стадионе, вмещающем 2 500 зрителей.

## История
«Атлетический Союз Куклии» был основан в 1968 году. С 1971 по 2006 год выступал в чемпионате района Пафос, неоднократно становился победителем турнира.
В сезонах 2006/07 и 2007/08 клуб выступал в четвёртом дивизионе Кипра, с 2008 по 2012 год —в третьем. По итогам сезона 2011/12 АЕК победил в турнире и завоевал право впервые в своей истории выступить во втором дивизионе.
В сезоне 2012/13 клуб занял третье место в регулярном чемпионате Второго дивизиона Кипра и принял участие в переходных играх за право выступать в сильнейшей лиге страны. В 2014 слился с клубом «Пафос» для формирования клуба «ФК Пафос».

## Статистика выступлений
С сезона 2008/09

| Дивизион | Сезон   | И  | В  | Н | П  | М     | ±   | Очки | Место   |
| -------- | ------- | -- | -- | - | -- | ----- | --- | ---- | ------- |
| 3        | 2008/09 | 26 | 11 | 5 | 10 | 33—27 | +6  | 38   | 6 из 14 |
| 3        | 2009/10 | 26 | 9  | 8 | 9  | 37—39 | -2  | 35   | 5 из 14 |
| 3        | 2010/11 | 26 | 11 | 6 | 9  | 32—36 | -4  | 39   | 6 из 14 |
| 3        | 2011/12 | 26 | 20 | 1 | 5  | 62—16 | +46 | 61   | 1 из 14 |
| 2        | 2012/13 | 32 | 21 | 2 | 9  | 69    | 37  | 32   | 2 из 14 |

## Достижения
- Победитель Третьего дивизиона (1): 2011/12